# 옥천 용암사 동·서 삼층석탑
옥천 용암사 동·서 삼층석탑(沃川 龍岩寺 東·西 三層石塔)은 충청북도 옥천군 옥천읍, 용암사에 있는 고려시대의 삼층석탑이다. 2002년 3월 12일 대한민국의 보물 제1338호로 지정되었다.
이 쌍탑은 각 부의 양식과 석재의 결구 수법에서 매우 간략화된 수법을 보이고 있어 고려시대 후기에 건립된 것으로 추정된다.
비록 석탑 각부의 양식과 석재의 결구수법에서 간략화하는 현상이 보이고, 서탑(西塔)의 경우 2, 3층 탑신석이 결실되어 신재(新材)로 보충하는 등 아쉬운 점이 있으나, 이 석탑은 양식적인 면보다는 건립의 목적과 위치의 선정에 있어 특성을 지니고 있으므로 보물로 지정되었다.
첫째, 석탑의 건립위치가 일반적인 사찰에서와 같이 대웅전의 전면이 아니라 사역(寺域)의 북쪽 낮은 봉우리에 있다. 석탑이 있는 지점에서 보면 북쪽으로는 옥천 시가지가, 남쪽으로는 용암사의 경내가 한 눈에 조망되는 입지를 지니고 있다. 이처럼 가람배치의 정형에서 벗어나 사방으로의 조망권이 확보되는 지점에 석탑을 건립하는 것은 9세기에 건립된 경주 남산용장사곡삼층석탑(보물 제186호)에서 시작된 것으로서 이는 산천비보 사상에 의해 건립된 것으로 이해되고 있다.
통일신라시대 말기에 건립된 이 계통의 석탑은 고려시대에 이르러 안동 막곡동삼층석탑(경상북도 유형문화재 제110호), 안동 이천동삼층석탑, 영동 영국사망탑봉삼층석탑(보물 제535호), 홍천양덕원삼층석탑(강원도 문화재자료 제10호), 영암 월출산용암사지삼층석탑(보물 제1283호), 안동 대사동모전석탑(경상북도 문화재자료 제70호), 산청 법계사삼층석탑(보물 제473호), 영양 삼지동모전석탑(경상북도 문화재자료 제83호), 증평 남하리삼층석탑(충북 유형문화재 제141호), 정선 정암사수마노탑(보물 제410호)을 비롯하여 전국 도처에 이같은 양식의 석탑이 건립되게 되었다.
따라서 용암사 쌍삼층석탑 역시 건립된 위치로 보아 고려시대에 이르러 성행했던 산천비보 사상에 의해 건립된 것임을 알 수 있다.
둘째, 고려시대에 건립된 산천비보사상에 의해 건립된 석탑은 모두 단탑(單塔)임에 비해 이 석탑은 쌍탑(雙塔)이라는 것으로서, 용암사쌍삼층석탑은 조사결과 정확히 동, 서 방향을 유지하고 있고, 양탑의 양식이 유사하고, 지대석 하면에 물려있는 암반의 형상을 보아 이 탑은 본래의 위치를 지키고 있다는 점에서 본래부터 쌍탑의 의도로 건립된 것임을 알 수 있다. 따라서 현재까지 확인된 산천비보 사상에 의한 건립된 석탑중 쌍탑으로서는 처음 확인되었다는 의미를 지고 있다.
셋째, 산천비보 사상에 의해 건립된 석탑은 대체로 자연암반을 기단을 삼은 까닭에 기단부가 생략되어 있다. 그렇지만, 용암사쌍삼층석탑은 자연암반 위에 건립되었음에 불구하고 2층기단을 구비하고 있다. 뿐만 아니라 규모에 있어 다른 예가 보통 2〜3m의 높이를 지니고 있음에 비해 동탑은 4.3m, 서탑은 4.1m의 높이를 지니고 있다.
석탑은 사방의 조망권이 확보된 위치에 건립되어 고려시대에 이르러 성행했던 산천비보 사상에 의해 건립된 것을 알 수 있으며, 현재까지 확인된 산천비보 사상으로 건립된 석탑중 쌍탑으로서는 처음 확인되었다는 의미가 있으므로 보물로 지정되었다.

## 같이 보기
- 용암사

## 참고 자료
- 옥천 용암사 동·서 삼층석탑 - 국가유산청 국가유산포털